# 蝴蝶草属
蝴蝶草属（学名：Torenia），又名倒地蜈蚣屬。是母草科下的一个属，为秃净或被毛草本植物。该属共有约30种以上，分布于亚洲、非洲的热带地区。
属名Torenia为纪念18世纪瑞典植物学家Olof Toren而命名。